# Танец вампиров
«Танец вампиров» (нем. Tanz der Vampire) (в России официально был поставлен под названием «Бал вампиров») — мюзикл Михаэля Кунце и Джима Стейнмана по фильму «Бал вампиров». Премьера мюзикла прошла 4 октября 1997 года в Вене в театре «Раймунд». Позже мюзикл ставился во многих городах Германии, а также во многих других странах. Российская версия мюзикла открылась 3 сентября 2011 года в Санкт-Петербурге под названием «Бал вампиров».

## История создания
В 1993 году продюсер Эндрю Браунсберг предложил своему другу режиссёру Роману Полански создать мюзикл. На осуществление идеи ушло четыре года. В качестве композитора был приглашён Джим Стейнман, либретто написал Михаэль Кунце. Декорации создал художник Уильям Дадли, хореографией занялся Деннис Каллахан. Режиссёром постановки выступил сам Роман Полански.

## Постановки

### Австрия
- Премьера мюзикла состоялась в Раймунд-театре в Вене 4 октября 1997 года. В 1998 году мюзикл завоевал награды IMAGE (Международная музыкальная награда Германии) в номинациях «Лучший мюзикл», «Лучший сценарий» и «Лучшее либретто». На роль графа фон Кролока был выбран Стив Бартон, до этого исполнявший роль Чудовища в австрийской постановке «Красавицы и чудовища». За роль в «Бале вампиров» он также получил IMAGE как лучший исполнитель главной роли. Были сделаны полные студийная (1997 год) и концертная (1998 год) аудио-записи мюзикла.
- В 2007 году «Бал вампиров» вернулся на сцену Раймунд театра. Помимо основной постановки, был поставлен концерт, приуроченный к десятилетию премьеры мюзикла. Роль графа фон Кролока исполнил Томас Борхерт.
- 16 сентября 2009 года мюзикл был снова поставлен в Вене, на этот раз в театре РОНАХЕР. Эта постановка отличалась от оригинальной. Для неё были созданы новые декорации и костюмы. Их автором стал Kentaur, который разрабатывал костюмы и декорации для венгерской постановки 2007 года[2]. Томас Борхерт вернулся в роли графа фон Кролока. В ноябре 2010 года его заменил Дрю Сэрич, известный венской публике по ролям в мюзиклах «Рудольф» и «Иисус Христос — суперзвезда»[3].
- 30 сентября 2017 года «Бал вампиров» опять вернулся на сцену театра РОНАХЕР. Возвращение было приурочено к 20-летию оригинальной постановки[4]. Роль графа фон Кролока исполняли три уже зарекомендовавших себя в этой партии певца: Марк Зайберт, Дрю Сэрич и Томас Борхерт.

### Германия
Штутгарт
Первая постановка «Бал вампиров» в Германии состоялась в Штутгарте в 2000 году. Мюзикл шёл в Театре Аполлон до 31 августа 2003 г. Второй раз спектакль был поставлен в 2010 году в штутгартском театре Палладиум. До этого постановка с Кевином Тарте в главные роли шла в Театре Метроном в Оберхаузене с 2008 года.
Гамбург
C декабря 2003 года по январь 2006 года мюзикл шёл на сцене театра «Neue Flora» в Гамбурге. Роль графа фон Кролока исполнял Томас Борхерт.
Берлин
- Первая берлинская постановка открылась 10 декабря 2006 года на сцене Театра дес Вестенс (англ.). В главной роли снова выступил Томас Борхерт, роль Сары исполнила Люси Шерер. Закрытие мюзикла прошло 30 марта 2008 года.
- Возобновленный мюзикл с оригинальной постановкой Романа Полански 1997 года открылся 14 ноября 2011 года. Закрытие прошло 25 августа 2013 года. Главную роль сыграли все заметные исполнители фон Кролока: Дрю Сэрич (до января 2012 года), Кевин Тарте, на счету которого больше 1000 спектаклей в Штутгарте, Гамбурге и Обергаузене (до мая 2012 года)[6], Томас Борхерт[7](до февраля 2013 года) и Иван Ожогин, российский исполнитель роли графа в Санкт-Петербургском театре музыкальной комедии[8]. Впервые в истории музыкального театра параллельно один актёр исполнял одну и ту же роль на двух разных языках, в двух разных городах, в двух разных странах.
- Третье возвращение мюзикла на берлинскую сцену произошло 23 апреля 2016 года. В течение ограниченного летнего показа роль графа фон Кролока до июля 2016 года исполнял Марк Зайберт, после чего его сменил Ян Амман. Спектакль на сцене Театра дес Вестенс закрылся 25 сентября 2016 года

### Таллин (Эстония)
Эстонская постановка открылась в Таллинском Горхолле всего на 10 спектаклей 10 ноября 2000 года. Роль Сары исполнила молодая эстонская певица Неле-Лиз Вайксоо, которой на тот момент исполнилось 16 лет. Она повторила роль Сары спустя 8 лет, войдя в первый состав постановки в Оберхаузене.
Эстонское телевидение транслировало значительные фрагменты спектакля. Официальная аудиозапись эстонской постановки не была выпущена, но 5 синглов из мюзикла запустили в ротацию на многих эстонских радиостанциях: «Öölaps» (Полное затмение), «Vabaks võin saada» (Снаружи свобода), «Sarahle» (Ради Сары), «Laul surmast» (Быть мёртвым забавно) and «Kaunis tütreke» (Красивая дочь — благословение).

### Бродвей (США)
С самой премьеры американские продюсеры искали возможности привезти мюзикл в англоговорящие страны. Вскоре под влиянием Джима Стейнмана было решено открыть «Бал вампиров» на Бродвее в сезоне 1998 года. Постановщики надеялись, что режиссёром вновь выступит сам Роман Полански, однако он отказался приезжать в США, где над ним до сих пор висели уголовные обвинения 20-летней давности. Переговоры затянулись, и в 2000 году было объявлено, что сам Стейнман будет режиссёром.
Премьера была заявлена на осень 2001 года. Был значительно переписан сценарий, в который добавили многочисленные шутки и излишний эротический подтекст. Чтобы заранее привлечь зрителей, принято решение пригласить на ведущую мужскую роль звезду. Рассматривались следующие кандидатуры: Джон Траволта, Дэвид Боуи, Ричард Гир и даже Пласидо Доминго. После рассмотрения многочисленных кандидатур создатели остановились на Майкле Кроуфорде, который приобрел популярность после исполнения роли Призрака в мюзикле Эндрю Ллойда Уэббера «Призрак оперы». Однако из-за придирчивых требований Кроуфорда к договору с продюсерами премьеру опять пришлось отложить.
Следующий перенос премьеры случился после террористической атаки 11 сентября 2001 года, когда были отменены многие рейсы самолётов, а основной «штаб подготовки» располагался в Лондоне. Джима Стейнмана в режиссёрском кресле сменил Джон Рандо, опытный бродвейский и внебродвейский режиссёр, с мюзиклом он работал первый раз. Следующим препятствием стали проблемы с Майклом Кроуфордом, который имел собственное видение на роль фон Кролока и не собирался его менять. В итоге, когда в октябре 2002 года в Минскофф театре начались предварительные показы, шоу оказалось мало похожим на оригинал, начиная от образов персонажей и кончая даже музыкальными композициям (последние в большинстве использовали мотив оригинала, но совершенно отличались по исполнению).
Премьера состоялась 9 декабря 2002 года. Джим Стейнман демонстративно отказался посещать премьеру. Мюзикл тут же получил разгромные рецензии, от провала не спасла даже «звездность» главного героя: об игре Кроуфорда отзывались весьма жестко. 25 января 2003 года после всего 56 представлений «Бал вампиров» был закрыт. По данным «Нью-Йорк Таймс», он стал одним из самых дорогостоящих бродвейских провалов.

### Варшава (Польша)
Польская версия под названием «Taniec Wampirów» открылась 8 октября 2005 года в Варшаве. В этой постановке были использованы оригинальные сценография и хореография, но предложено абсолютно новое оформление спектакля и костюмы. Закрытие произошло 22 октября 2006 года, чтобы избежать конкуренции с открывающейся постановкой в Берлине.

Сцена из будапештской постановки, 2007 г.

### Будапешт (Венгрия)
Спектакль «Vámpírok Bálja» открылся 30 июня 2007 года в Magyar Színház (досл. Венгерский театр) в Будапеште. В венгерской постановке использовали абсолютно новые костюмы и декорации, автором которых стал Kentaur, что позволило создать новый визуальный образ для мюзикла. Впоследствии подобное оформление использовалось для возобновленной венской постановки. Была выпущена полная аудиоверсия, записанная во время представления. Спектакль идет небольшими блоками каждые несколько месяцев. 10 января 2016 года был дан 250-й «Бал вампиров» в венгерской столице. В июне 2017 года прошёл блок, посвященный 10-летию венгерской постановки.

### Россия
Санкт-Петербург
Российская постановка открылась 3 сентября 2011 года в Санкт-Петербургском Театре музыкальной комедии под названием «Бал вампиров». В этой постановке также использовали костюмы и декорации, созданные Кентауэром (слегка изменённые).
«Бал вампиров» стал Лауреатом Высшей театральной премии Санкт-Петербурга «Золотой софит» и Лауреатом Национальной театральной премии «Золотая маска» (2013) в номинации «Лучший спектакль», а также в номинациях «Оперетта-мюзикл/женская роль» (Манана Гогитидзе) и «Оперетта-мюзикл/мужская роль» (Иван Ожогин). Постановка шла почти три года так называемыми «блоками» (серия представлений с перерывами после каждой серии) и закрылась 31 июля 2014 года.
На сцену театра Музыкальной Комедии «Бал вампиров» вернулся на период с 22 августа по 2 октября 2016 года. Возвращение мюзикла — совместный проект театра Музыкальной Комедии и компании Stage Entertainment.
26 мая 2018 года мюзикл снова вернулся на сцену театра Музыкальной Комедии. Постановка продлилась три блока и закончилась в конце сезона 2018/19.
В следующий раз мюзикл вышел летом и зимой 2022 года, после чего действие лицензии на показ закончилось.
Москва
После второго проката в театре Музыкальной Комедии в Санкт-Петербурге, который завершился 2 октября 2016 года, постановка была перевезена в Москву, на сцену театра МДМ. Премьера состоялась 29 октября, а 31 октября, в хэллоуин, состоялся ночной показ, который начался в полночь. 12 февраля, к 20-летию мюзикла, был выпущен альбом с сокращённой записью спектакля в формате live, презентация диска была организована в театре МДМ, куда могли прийти фанаты и получить автографы актёров постановки. Один экземпляр был отправлен Полански. Постановка осуществлялась российским подразделением компании Stage Entertainment.

### Париж (Франция)
16 октября 2014 года в театре Могадор в Париже состоялась премьера спектакля на французском языке, осуществленная французским отделением Stage Entertainment совместно с VBW. Роль графа фон Кролока исполняет Стефан Метро, известный по роли Принца в обновлённой версии мюзикла Ромео и Джульетта. Также состав включает Моник Бёрсма в роли Магды, Даниэля Карта Мантиглиа в роли Альфреда, Рафаэль Коэн в роли Сары, Давида Алекси в роли профессора Абронзиуса. Авторы перевода либретто Николя Небо и Людовик-Александр Видаль. В спектакле применяются 3D-проекции и электронные эффекты. За эти спецэффекты постановка получила Премию Мольера (высшая театральная награда Франции). Спектакль закрылся 28 июня 2015 года.

### Прага (Чехия)
12 февраля 2017 года премьера «Бала вампиров» на чешском языке прошла в театре «Goja Music Hall» в Праге. Автор перевода либретто — Михаил Простейовский (автор чешских версий текстов мюзиклов «Иисус Христос — Суперзведа» и «Эвита», до сих пор идущих только в его переводах). Полностью состоящая из чешских специалистов творческая группа создала абсолютно новое оформление для этой постановки. Особенно от предыдущих версий отличаются костюмы героев они стали ещё ярче.. Роль графа фон Кролока исполняет словацкий оперный певец Мариан Войтко, роль Сары досталась 14-летней звезде чешской сцены Натали Гроссовой, младшей дочери бывшего премьер-министра Чехии Станислава Гросса. Анонсированный более чем за полгода мюзикл привлёк внимание светского общества чешской столицы, освещение подготовки к премьере проходило в скандальном издании «Blesk».

### Санкт-Галлен (Швейцария)
В 2017 году премьера «Танца Вампиров» состоялась в Санкт-Галлене в Швейцарии. Поставил мюзикл на швейцарской сцене немецкий актёр и режиссёр Ульриф Виггерс. В этой постановке использована абсолютно новая сценография, которая скорее наводит на мысль о «Сумерках», чем о готическом триллере. Сюжет полностью перенесен в наше время, кабак стал санаторием, где людей лечат чесноком. Костюмы и декорации максимально приближены к современности. Исполнители главных ролей — давние и опытные участники различных постановок «Бала». Граф фон Кролок — Томас Борхерт, Сара — Мерседес Чампаи, Профессор Абронсиус — Себастиан Брандмайер, Альфред — Томас Бьери, Шагал — Йежи Йешке. Спектакль шёл в театре «Санкт-Галлен» с 18 февраля по 26 мая 2017 года.

## Музыка
Хотя «Бал вампиров» очень гармоничен и целостен по музыкальному построению, большая часть музыкального материала была заимствована Стейнманом из того, что не подошло для его предыдущих проектов. Помимо этого он позаимствовал музыку уже известных песен. Например, основной темой и самым красивым дуэтом мюзикла является песня «Totale Finsternis», которая в оригинале называется «Total Eclipse of the Heart» и исполняется певицей Бонни Тайлер. В 1983 году эта песня получила премию «Грэмми» . Мелодия, звучащая в песне «Die unstillbare Gier», была написана Стейнманом для песни «Objects in the Rear View Mirror May Appear Closer than They Are», вошедшей в альбом Bat Out of Hell II: Back into Hell американского рок-певца Meat Loaf.
Когда его попросили объяснить этот феномен, особенно по отношению к использованию «Total Eclipse», Стейнман рассказал, что 

это произошло случайно. Я удивлен, что она вписалась. [Для оригинальной постановки] в Вене у меня было всего полтора месяца, чтобы написать музыку к целому спектаклю, а нам был нужен большой дуэт о любви… А насчет Total Eclipse of the Heart, я пытался создать песню о любви, и я помнил, что вообще-то писал о любви вампиров. Первоначальное название было «Влюблённые вампиры», потому что я работал над мюзиклом о Носферату, другой большой историей о вампирах. Если кто-то вслушивался в слова, они действительно словно речь вампиров. Там все про тьму, про силу тьмы и место любви во тьме. И тогда я подумал «Да кто же когда узнает: это же Вена!» А потом уже стало тяжело выкинуть её оттуда.Оригинальный текст (англ.)That was an accident almost. I'm surprised it stayed in. [For the original production] in Vienna, I had only a month and a half to write this whole show and we needed a big love duet... But with 'Total Eclipse of the Heart,' I was trying to come up with a love song and I remembered I actually wrote that to be a vampire love song. Its original title was 'Vampires in Love' because I was working on a musical of Nosferatu, the other great vampire story. If anyone listens to the lyrics, they're really like vampire lines. It's all about the darkness, the power of darkness and love's place in dark. And so I figured 'Who's ever going to know; it's Vienna!' And then it was just hard to take it out.— Интервью Джима Стейнмана

### Список музыкальных номеров
Список песен австрийской постановки 1997 года. Позднее в композиционный состав мюзикла вносились изменения. В скобках предоставлен российский эквивалент ариям в переводе Цирюк.

| Первый акт - Ouverture (Увертюра) - He, Ho, He (Хей, о, Хэй) - Knoblauch (Чеснок) - Bitte, meine Herren (Прошу, господа) - Eine schöne Tochter ist ein Segen (Бог послал на радость) - Nie geseh’n (Не спится этой ночью мне) - Gott ist tot (Бог мёртв) - Alles ist hell (Ясное Утро) - Wahrheit (Правда) - Du bist wirklich sehr nett (Сцена в ванной) - Einladung zum Ball (Приглашение на бал) - Draußen ist Freiheit (За Горизонтом) - Die roten Stiefel (Красные сапожки) - Trauer um Chagal (Wuscha Buscha) (Траур по Шагалу) - Tot zu sein ist komisch (Как смешно быть мёртвым) - Durch die Wildnis zum Schloß (Через дебри к замку) - Vor dem Schloß (Перед замком / Опустись со мной на дно) | Второй акт - Totale Finsternis (Кромешная Тьма) - Carpe noctem (Ночной Кошмар) - Ein perfekter Tag (Удачный день) - In der Gruft (В склепе) - Bücher, Bücher (Книги, книги) - Für Sarah (Сара) - Noch mehr Bücher (Книги — реприза) - Wenn Liebe in dir Ist (Когда любовь живёт в тебе) - Sie irren, Professor (Крыша замка) - Ewigkeit (Вечная Жизнь) - Die unstillbare Gier (Неутолимая жажда) - Tanzsaal (Бал) - Draußen ist Freiheit — Reprise (За горизонтом — реприза) - Der Tanz der Vampire (Вампиры приглашают на бал) |

Примечания

## Действующие лица и исполнители
- Граф фон Кролок — могущественный и обольстительный вампир.
- Профессор Абронсиус — рассеянный охотник на вампиров.
- Альфред — молодой добродушный ассистент профессора.
- Сара — юная красивая дочь хозяина кабака.
- Йоне Шагал — еврей, хозяин кабака, чересчур заботливый отец Сары.
- Магда — служанка в кабаке Шагала.
- Ребекка — жена Шагала.
- Герберт — сын графа фон Кролока, вампир, гей.
- Куколь — слуга в замке фон Кролоков, уродливый горбун.

| Персонаж            | Вена (1997)       | Вена (2009)     | Бродвей (2002—2003) | Штутгарт (2003/2010)             | Берлин (2006)      | Берлин (2011)                                | Будапешт (2007) | Санкт-Петербург (2011—2016)                                                                                 | Москва (2016—2017)                                            | Вена (2017)                          | Санкт-Петербург (2018—2019)                           |
| ------------------- | ----------------- | --------------- | ------------------- | -------------------------------- | ------------------ | -------------------------------------------- | --------------- | --- | ------------------------------------------------------------- | ------------------------------------ | ----------------------------------------------------- |
| Граф фон Кролок     | Стив Бартон       | Томас Борхерт   | Майкл Кроуфорд      | Кевин Тарте Ян Амманн            | Томас Борхерт      | Дрю Сэрич Иван Ожогин (с февраля 2013)       | Геза Эдьхази    | Александр Суханов (2011—2014) Иван Ожогин (2011—2016) Ростислав Колпаков (2011—2016) Фёдор Осипов (2016)    | Иван Ожогин Ростислав Колпаков Фёдор Осипов Александр Суханов | Дрю Сэрич Марк Зайберт Томас Борхерт | Иван Ожогин Александр Суханов Фёдор Осипов            |
| Сара                | Корнелия Ценц     | Марьян Шаки     | Менди Гонсалес      | Барбара Келер Люси Шерер         | Люси Шерер         | Амели Доблер Мерседес Чампаи (с января 2013) | Жанетт Андради  | Елена Газаева (2011—2016) Вера Свешникова (2011—2014) Елена Романова (2013—2014) Елизавета Белоусова (2016) | Ирина Вершкова Елена Газаева                                  | Диана Шнирер                         | Александра Каспарова Елена Бахтиярова Вера Свешникова |
| Альфред             | Арис Заз          | Лукас Перман    | Макс фон Эссен      | Арис Заз Криша Далке             | Александр Клаус    | Майкл Хеллер                                 | Ласло Санта     | Георгий Новицкий (2011—2013) Сергей Денисов (2011—2016) Игорь Кроль (2013—2016)                             | Александр Казьмин Игорь Кроль Сергей Денисов                  | Рафаэль Гросс                        | Руслан Давиденко Александр Казьмин Сергей Денисов     |
| Профессор Абронсиус | Гернот Краннер    | Гернот Краннер  | Рене Обержонуа      | Вернер Бауэр Криштиан Штадлхофер | Файт Шефермайер    | Файт Шефермайер                              | Чобо Йегерчик   | Андрей Матвеев (2011—2016) Иван Корытов (2013—2014) Сергей Сорокин (2011—2016) Ростислав Колпаков (2016)    | Андрей Бирин Ростислав Колпаков                               | Себастиан Брандмайр                  | Андрей Матвеев Сергей Сорокин                         |
| Шагал               | Джеймс Сбано      | Джеймс Сбано    | Рон Орбах           | Джеймс Сбано Йежи Йешке          | Йежи Йешке         | Кай Хюсген                                   | Бела Равлетитш  | Константин Китанин (2011—2014) Александр Суханов (2011—2016) Олег Красовицкий (2016)                        | Александр Суханов Олег Красовицкий                            | Николас Тенерани                     | Александр Суханов Олег Красовицкий                    |
| Магда               | Эва Мария Марольд | Анна Торен      | Ли Хокинг           | Маайке Шуурманс Линда Конрад     | Катя Берг          | Голе де Рэдт                                 | Тимеа Кечкиш    | Наталья Богданис (2011—2012) Наталия Диевская (2012—2016) Анна Лукоянова (2011—2013) Агата Вавилова (2016)  | Агата Вавилова Наталия Диевская                               | Марле Мартенс                        | Наталия Диевская Агата Вавилова Анна Тесс             |
| Ребекка             | Анне Велте        | Катарина Дориан | Лиз МакКартни       | Анне Велте Мартине де Йагер      | Майке Катрин Шмидт | Барбара Раунеггер                            | Джудит Добош    | Манана Гогитидзе (2011—2016) София Душкина (2011—2014) Дарья Кожина (2016)                                  | Манана Гогитидзе Таис Урумидис                                | Доун Баллок                          | Манана Гогитидзе Дарья Кожина                         |
| Герберт             | Ник Брайденбах    | Марк Либиш      | Аса Сомерс          | Томас Мюлнер Флориан Феттерле    | Хальдор Леграйд    | Марк Либиш                                   | Давид Пиргель   | Кирилл Гордеев (2011—2016) Ростислав Колпаков (2011—2014) Антон Авдеев (2016)                               | Кирилл Гордеев Ростислав Колпаков Роман Графов                | Карл Крайше                          | Кирилл Гордеев Ростислав Колпаков Антон Авдеев        |
| Куколь              |                   |                 |                     |                                  |                    |                                              |                 | Александр Чубатый (2011—2014) Антон Мошечков (2016)                                                         | Леонид Шадрин                                                 | Флориан Ресетариц                    | Антон Мошечков Сергей Сорокин                         |

## Краткое содержание

### Акт 1
В глухую трансильванскую деревню приезжает профессор Абронзиус со своим ассистентом Альфредом, чтобы доказать существование вампиров. По прибытии, Альфред влюбляется в Сару Шагал, дочь хозяина гостиницы, в которой они остановились. Сара обожает купаться, и это использует в своих целях граф фон Кролок, глава местных вампиров. Когда девушка остаётся одна в ванной, он является к ней и приглашает на бал в своём замке. Вампир соблазняет её своими речами, обещая «путешествие на крыльях ночи». Сара очарована таинственным гостем и впоследствии, когда горбатый слуга графа фон Кролока приносит ей подарок от своего хозяина — красные сапожки и шаль, девушка под благовидным предлогом отсылает влюблённого в неё Альфреда, а сама сбегает в замок к графу. Отца Сары, бросившегося на поиски дочери, вскоре находят мёртвым, и профессор, понимающий, что в убийстве повинны вампиры, хочет пронзить сердце трупа деревянным колом, чтобы предотвратить его превращение в вампира, однако жена убитого запрещает это. Ночью, когда служанка гостиницы (и любовница убитого) Магда приходит к умершему, чтобы проститься с ним, тот просыпается и кусает её. Появившиеся в комнате профессор с ассистентом хотят убить вампира, но тот уговаривает их не делать этого, а в обмен обещает проводить их к замку. Профессор и Альфред соглашаются. У замка их встречает сам граф фон Кролок и радушно приглашает в замок. Также он представляет им своего любимого сына Герберта. Герберт — гей, и Альфред ему сразу понравился.

### Акт 2
Альфред хочет спасти Сару и, когда в замке наступает день, он вместе с профессором отправляется на поиски склепа, где должны покоиться граф фон Кролок с сыном, чтобы убить их. Однако, придя в склеп, Альфред понимает, что неспособен на убийство. Профессор и Альфред покидают склеп, в котором, тем временем, просыпаются отец Сары и Магда, тоже ставшая вампиром. Как выяснилось, они стали вполне счастливыми обитателями замка. Альфред находит Сару в ванной и уговаривает её бежать с ним, но Сара, увлечённая графом, отказывается. Опечаленный Альфред идёт прочь и просит совета у профессора, но тот лишь говорит, что любой ответ можно найти в книге. И действительно, взяв первую попавшуюся книгу в библиотеке замка, Альфред находит в ней советы влюблённым. Воодушевлённый, он снова идёт в ванную к Саре. Альфреду кажется, что он слышит пение любимой, но вместо этого он натыкается на Герберта, который объясняется ему в любви и пытается укусить. Появившийся вовремя профессор отгоняет вампира. На балу Альфред и профессор, переодетые вампирами, надеются спасти Сару. И хотя на балу граф кусает её, профессор замечает, что девушка ещё жива. Они пытаются незаметно увести Сару с бала, но Герберт узнаёт Альфреда, а вскоре и все остальные вампиры замечают, что профессор с Альфредом и Сарой — единственные из всех отражаются в зеркале. Кажется, всё кончено, но внезапно Альфред и профессор составляют крест из канделябров и вампиры в ужасе отступают. Все трое сбегают из замка. Граф посылает своего горбатого слугу в погоню, но того по пути убивают волки. Кажется, что это обычный счастливый конец. Альфред и Сара останавливаются, чтобы передохнуть, а профессор усаживается в сторонке, чтобы сделать какие-то заметки. Но внезапно Сара превращается в вампира и кусает Альфреда. Ничего не заметивший профессор радуется победе над вампирами. Мюзикл завершается танцем ликующих вампиров, которые поют, что теперь они захватят мир.